# El Croquis
La revista El Croquis es una de las publicaciones de arquitectura de mayor relevancia y prestigio en el ámbito internacional.
Fue fundada en el año 1982 por los arquitectos Fernando Márquez y Richard Levene en Madrid. Publica de manera bimestral (tirada 30.000 ejemplares) los proyectos y obras de mayor interés que se producen en el campo de la arquitectura, en cuidadas monografías que analizan el trabajo de los arquitectos más sobresalientes.
El contenido de la revista se centra en la publicación de forma exhaustiva de los proyectos seleccionados, con especial atención a la exposición detallada de la documentación gráfica, y en concreto, al proceso proyectivo y a los aspectos y detalles constructivos más singulares de cada obra.
El Croquis se edita conjuntamente en castellano e inglés, desde su sede en El Escorial (Madrid).
Es una publicación miembro de ARCE (Asociación de Revistas Culturales de España) y de la Asociación de Editores de Madrid. Se encuentra indexada en las bases de datos de revistas científicas Art Abstracts, Art Source, Index Islamicus, Art Index y Dialnet.
Se distribuye en librerías especializadas de arquitectura de Europa, América y Asia en más de 40 países.
La producción de la revista está formada en la actualidad por:
- editores:  Fernando Márquez Cecilia y Richard Levene, arquitectos
- director: Fernando Márquez Cecilia
- subdirector: Jacobo Márquez Muela
- redacción editorial: Paloma Poveda
- fotografía: Hisao Suzuki y Jesús Granada
- traducción: Jamie Benyei y Liliana C. Obal
- documentación: Beatriz Rico

## Antecedentes
Los primeros números de la revista El Croquis incluían habitualmente entre sus páginas una sección dedicada al Diseño Industrial, cuya presencia se justificaba al ser una disciplina tan cercana al oficio de la Arquitectura. Posteriormente la editorial tomó la decisión de crear una revista especializada en temas relacionados con el Diseño Industrial, el Diseño Gráfico y el Interiorismo, paralela a la trayectoria específica de El Croquis y que tomó el nombre programático de De Diseño. Los indudables puntos de confluencia entre ambas publicaciones, llevaron a editarlas conjuntamente en volúmenes dobles bajo el nombre de El Croquis Edición Especial. No obstante estas ediciones especiales (El Croquis + De Diseño) junto al giro que tomó la revista De Diseño al abandonar su sede en Barcelona y trasladarse a la redacción de "El Croquis" en Madrid, se traduciría en una nueva fusión de ambas, abandonando la fórmula de la edición especial por la de revista única, con una estructura de revista bimestral, bajo el nombre de El Croquis, De Arquitectura y De Diseño  (1988).

## Ediciones actuales
Esta nueva estructura de revista monográfica bimestral y cinco números anuales, se mantiene desde 1988 hasta hoy y cubre períodos que van de los 5 a los 10 años de la trayectoria de un estudio.
Desde 2001 se inaugura la colección "Volúmenes integrales", en la que se reeditan de forma conjunta los monográficos publicados de mayor interés, cuyas ediciones han sido agotadas. El objeto de los volúmenes integrales es abarcar períodos de tiempo más extensos de la producción de un estudio (de 15 a 20 años).
En el año 2012 se inaugura la "Biblioteca digital", que contiene en formato digital todos los ejemplares editados en papel.
En la actualidad (2020) y desde 1982 se han editado 206 números de la revista 'El Croquis' y 15 volúmenes integrales de estudios de arquitectura mundialmente reconocidos como Steven Holl, David Chipperfield, Jean Nouvel, Frank Gehry o Enric Miralles.

## Premios
- Premio COAM Publicaciones 1985
- Premio a la EXPORTACIÓN 1992 de la Cámara de Comercio e Industria de Madrid
- Medalla FAD [Fomento de les Arts Decoratives] 2004
- Media Partner del World Architecture Festival 2008

## Publicaciones

### El Croquis (Revista de Arquitectura)
| Número      | Título | País                    |
| ----------- | --- | ----------------------- |
| 0           | La arquitectura en la encrucijada - VVAA | España                  |
| 1           | La enseñanza de la arquitectura - VVAA | España                  |
| 2           | Cuartel del Conde Duque - VVAA | España                  |
| 3           | Arquitectura, Técnica y Naturaleza en el ocaso de la Modernidad - VVAA | España                  |
| 4           | Las Metáforas Orgánicas - VVAA | España                  |
| 5-6         | Diecisiete viviendas unifamiliares - VVAA | España                  |
| 7-8         | Tardomoderno y Postmoderno / La Arquitectura de la autorreflexión - VVAA 1983 | España                  |
| 9-10        | Personas, arquitectos y lenguaje- VVAA | España                  |
| 11-12-I     | Estudio PER | España                  |
| 11-12-II    | Proyectos Final de Carrera, suplemento del nº11-12 | España                  |
| 13          | Arquitectura Española | España                  |
| 14          | Número especial, suplemento del nº13 - VVAA | España                  |
| 15          | Manuel e Ignacio de las Casas | España                  |
| 16          | Proyectos Final de Carrera, suplemento del nº15 | España                  |
| 17          | Equipamientos Docentes, mercados, bloques de viv y restauraciones | España                  |
| 18          | Juan Daniel Fullaondo 1984 | España                  |
| 18-I        | Suplemento Viviendas Unifamiliares | España                  |
| 18-II       | Suplemento Proyectos Fin de Carrera | España                  |
| 19          | Alejandro de la Sota Atocha | España                  |
| 19 Bis      | Jaume Bach y Gabriel Mora | España                  |
| 20          | Rafael Moneo | España                  |
| 21          | Arquitectura Española | España                  |
| 22          | Concurso Salamanca-PFC | España                  |
| 23          | Estudio PER | España                  |
| 24          | Arquitectura Española | España                  |
| 25          | Arquitectura Española | España                  |
| 26          | Arquitectura Española | España                  |
| 27          | Arquitectura Española | España                  |
| 28          | Helio Piñón y Albert Viaplana | España                  |
| 29          | Arquitectura Española | España                  |
| 30          | Enric Miralles Carme Pinós 1984/1987 Obras y Proyectos | España                  |
| 31          | Arquitectura Española | España                  |
| 32/33       | Sáenz de Oiza | España                  |
| 34          | Martorel Bohigas Mackay 1974-1988 | España                  |
| 35          | Moneo / Garces Y Soria / Bach Y Mora 1988 | España                  |
| 36          | VARIOS: Mora d'Ebre / A. Campo Baeza / Atocha / C.O.A.C / Baño Golobart 1988 | España                  |
| 37          | Morphosis Recent Work (1989) | Estados Unidos          |
| 38          | Santiago Calatrava | España                  |
| 39          | Peter Cook | Inglaterra              |
| 40          | Coop Himmelb(l)au | Austria                 |
| 41          | Peter Eisenman | Estados Unidos          |
| 42          | Mark Mack | Estados Unidos          |
| 43          | Seis propuestas para San Sebastián : Moneo, Navarro, Pena, Botta, Foster, Isozaki | España                  |
| 44          | Tadao Ando | Japón                   |
| 45          | Frank Gehry | Estados Unidos          |
| 46          | VARIOS: Peter Wilson, Tres obras recientes de Mariano Bayón, Alfredo Arribas | España                  |
| 47          | Bolles+Wilson | Alemania                |
| 48          | Cruz Y Ortiz, Oiza, Torres/Martinez Lapeña, Cortés | España                  |
| 49/50       | Enric Miralles Carme Pinós 1988/1991 En Construcción | España                  |
| 51          | Arquitectura Española 1991 | España                  |
| 52          | Zaha Hadid 1983/1991 | Irak                    |
| 53          | OMA: Rem Koolhaas 1987/1992 | Países Bajos            |
| 54          | Juan Navarro Baldeweg 1979/1992 | España                  |
| 55-56       | Arquitectura Española 1992 | España                  |
| 57          | Santiago Calatrava 1987-1992 | España                  |
| 58          | Tadao Ando 1989-1992 | Japón                   |
| 59          | Morphosis 1988-1993 | Estados Unidos          |
| 60          | Herzog & de Meuron 1983-1993 | Suiza                   |
| 61          | Elías Torres & José Antonio Martínez Lapeña 1988-1993 | España                  |
| 62-63       | Arquitectura Española 1993 | España                  |
| 64          | Rafael Moneo 1990-1994 | España                  |
| 65/66       | Jean Nouvel 1987-1998 | Francia                 |
| 67          | Bolles/Wilson1990-1994 Gigantes/Zenghelis1987-1994 | Alemania · Grecia       |
| 68/69       | Álvaro Siza 1958-1994 | Portugal                |
| 70          | Arquitectura Española 1994 | España                  |
| 71          | Toyō Itō 1986-1995 | Japón                   |
| 72 I        | Ben van Berkel 1990-1995 | Países Bajos            |
| 72 II       | Enric Miralles 1995 | España                  |
| 73 I        | Zaha Hadid 1991-1995 | Irak                    |
| 73 II       | Juan Navarro Baldeweg 1992-1995 | España                  |
| 74+75       | Frank Gehry 1990-1995 | Estados Unidos          |
| 76          | Arquitectura Española 1995 | España                  |
| 77 I        | Kazuyo Sejima & Ryue Nishizawa (SANAA) 1988-1996 | Japón                   |
| 77 II       | Waro Kishi 1987-1996 | Japón                   |
| 78          | Steven Holl 1986-1996 | Estados Unidos          |
| 79          | OMA: Rem Koolhaas 1992-1996 | Países Bajos            |
| 80          | Daniel Libeskind 1987- 1996 | Estados Unidos          |
| 81-82       | Arquitectura Española 1996 | España                  |
| 83          | Peter Eisenman 1990-1997 | Estados Unidos          |
| 84          | Herzog & de Meuron 1993-1997 | Suiza                   |
| 85          | Wiel Arets 1993-1997 | Países Bajos            |
| 86          | MVRDV 1991-1997 Ecologías artificiales | Países Bajos            |
| 87          | David Chipperfield 1991-1997 | Inglaterra              |
| 88/89       | Mundos [Uno] 1998 hacia el final del siglo XX | –                       |
| 90          | Arquitectura Española 1997-98 Hacia un paisaje artificial | España                  |
| 91          | Mundos [Dos] 1998 Hacia una arquitectura improbable | –                       |
| 92          | Mundos [Tres] 1998 Acerca del mundo, el demonio y la arquitectura | –                       |
| 93          | Steven Holl 1996-1999 Hacia una poética de lo concreto | Estados Unidos          |
| 94          | Neutelings Riedijk 1992-1999 De la pereza, el reciclaje, las matemáticas esculturales y el ingenio | Países Bajos            |
| 95          | Álvaro Siza 1995-1999 Notas sobre la invención | Portugal                |
| 96/97       | Arquitectura Española: En proceso Fin de siglo | España                  |
| 98          | Rafael Moneo 1995-2000 La estructura de las intenciones | España                  |
| 99          | Kazuyo Sejima & Ryue Nishizawa (SANAA) 1995-2000 Trazando los límites | Japón                   |
| 100/101     | Enric Miralles 1996-2000 Benedetta Tagliabue mapas para una cartografía | España                  |
| 102         | Annette Gigon/Mike Guyer 1989-2000 Minimalismo multicolor | Suiza                   |
| 103         | Zaha Hadid 1996-2001 El paisaje como planta | Irak                    |
| 104         | Dominique Perrault 1990-2001 La violencia de lo neutro | Francia                 |
| 105         | Bolles+Wilson 1995-2001 La escala del europaisaje | Alemania                |
| 106/107     | Arquitectura Española: En proceso II Principios de siglo - Procesos de hibridación | España                  |
| 108         | Steven Holl 1998-2002 Pensamiento, material y experiencia | Estados Unidos          |
| 109/110     | Herzog & de Meuron 1998-2002 La naturaleza del artificio | Suiza                   |
| 111         | MVRDV 1997-2002 Apilamiento y estratificación | Países Bajos            |
| 112-113     | Jean Nouvel 1994-2002 El orden simbólico de la materia | Francia                 |
| 114 [I]     | Sauerbruch Hutton Architects 1997-2003 Contra el tipo | Alemania                |
| 114 [II]    | Njiric+Njiric 1997-2003 Meta-balkan | Croacia                 |
| 115/116 III | En proceso FOA 1996-2003 Complejidad y consistencia Mansilla + Tuñón Arquitectos 2001-2003 Sistema y subjetividad RCR 1999-2003 Cristalizaciones                                                               | España                  |
| 117         | Frank Gehry 1996-2003 De la A a la Z | Estados Unidos          |
| 118         | En proceso Cero.9 El futuro ya no es Barbarella Ábalos & Herreros Ligero, muy ligero No.mad Principios de incertidumbre                                                                                        | España                  |
| 119         | Sistemas de trabajo. Arquitectura española 1996-2001 Federico Soriano, Juan Domingo Santos, Selgascano, Manuel Ocaña, Carlos Arroyo, Eleonora Guidotti, Solid Arquitectura, Aranguren+Gallegos, Nieto Sobejano | España                  |
| 120         | David Chipperfield 1998-2004 Minimalismo denso | Inglaterra              |
| 121/122     | Kazuyo Sejima & Ryue Nishizawa (SANAA) 1998-2004 Océano de aire | Japón                   |
| 123         | Toyō Itō 2001-2005 Más allá del movimiento moderno | Japón                   |
| 124         | Eduardo Souto de Moura 1995-2005 La naturalidad de las cosas | Portugal                |
| 125         | Stéphane Beel 1992-2005 Familiaridad y extrañamiento | Bélgica                 |
| 126         | XDGA: Xaveer de Geyter 1992-2005 Construir en el espacio negativo | Bélgica                 |
| 127         | John Pawson 1995-2005 Pausa para pensar | Inglaterra              |
| 128         | Josep Llinás 2000-2005 La disolución de la imagen | España                  |
| 129/130     | Herzog & de Meuron 2002-2006 Monumento e identidad | Suiza                   |
| 131/132     | OMA: Rem Koolhaas 1996-2006 Delirio y más | Países Bajos            |
| 133         | Juan Navarro Baldeweg 1997/2006 Intervención en un campo de energías | España                  |
| 134/135     | OMA: Rem Koolhaas 1996-2007 Teoría y práctica | Países Bajos            |
| 136/137     | Sistemas de trabajo II Arquitectura española 2004-2007 | España                  |
| 138         | RCR Arquitectes 2003-2007 Los atributos de la naturaleza | España                  |
| 139         | SANAA 2004-2008 Sejima + Nishizawa Topología arquitectónica | Japón                   |
| 140         | Álvaro Siza 2001-2008 El sentido de las cosas | Portugal                |
| 141         | Steven Holl 2004-2008 Instrumentos híbridos | Estados Unidos          |
| 142         | Prácticas arquitectónicas. Arquitectura española 2008 | España                  |
| 143         | Annette Gigon / Mike Guyer 2001-2008 Reiventar lo cotidiano | Suiza                   |
| 144         | EMBT 2000-2009 Miralles/Tagliabue Continuidad después de la vida | España                  |
| 145         | Christian Kerez 1992-2009 Fundamentos arquitectónicos | Suiza                   |
| 146         | Souto de Moura 2005-2009 Teatros del mundo | Portugal                |
| 147         | Toyō Itō 2005-2009 Espacio líquido | Japón                   |
| 148         | Experimentos Colectivos. Arquitectura Española 2010 Vol. I | España                  |
| 149         | Experimentos colectivos. Arquitectos españoles 2010 Vol.II | España                  |
| 150         | David Chipperfield 2006-2009. Conciliación de contrarios. | Inglaterra              |
| 151         | Sou Fujimoto 2003-2010 Teoría e intuición, marco y experiencia | Japón                   |
| 152/153     | Herzog & de Meuron 2005-2010 Programa, monumento y paisaje | Suiza                   |
| 154         | Aires Mateus 2005-2011 Construir el molde del espacio | Portugal                |
| 155         | SANAA 2008-2011 Arquitectura inorgánica | Japón                   |
| 156         | Valerio Olgiati 1996-2011 Afinadas discordancias | Suiza                   |
| 157         | Studio Mumbai 2003-2011 Maneras de hacer y de fabricar | India                   |
| 158         | John Pawson 2006-2011 La voz de la materia | Inglaterra              |
| 159         | Neutelings Riedijk 2003-2012 Convecciones e identidad | Países Bajos            |
| 160         | Bevk Perović Arhitekti 2004-2012 Condicionalismo | Eslovenia               |
| 161         | Mansilla + Tuñón Arquitectos 1992-2012 In memoriam Geometrías activas | España                  |
| 162         | RCR Arquitectes 2007-2012 Abstracción poética | España                  |
| 163-164     | Glenn Murcutt 1980-2012 Plumas de metal | Australia               |
| 165         | Sean Godsell 1997-2013 Ruda sutileza | Australia               |
| 166         | Caruso St John 1993-2013 Forma y resistencia | Inglaterra              |
| 167         | Smiljan Radic Clarke 2003-2013 El juego de los contrarios | Chile                   |
| 168/169     | Álvaro Siza 2008-2013 Lecciones magistrales | Portugal                |
| 170         | João Luís Carrilho da Graça 2002-2013 Trazar conexiones, construir pautas | Portugal                |
| 171         | Selgascano 2003-2013 Vacilante naturaleza | España                  |
| 172         | Steven Holl 2008-2014 Conceptos y melodías | Estados Unidos          |
| 173         | MVRDV 2003-2014 Ciudad evolutiva | Países Bajos            |
| 174-175     | David Chipperfield 2010-2014 Figura y abstracción | Inglaterra              |
| 176         | Eduardo Souto de Moura 2009-2014 Domesticar la arquitectura | Portugal                |
| 177-78      | Lacaton & Vassal 1993-2015 Horizonte post-mediático | Francia                 |
| 179-180     | SANAA 2011-2015 Sejima + Nishizawa Sistemas de continuidad | Japón                   |
| 181         | Cuatro estrategias 2015 MGM Barozzi Veiga Harquitectes Selgascano | España                  |
| 182         | Christian Kerez 2010-2015 Junya Ishigami 2005-2015 | Suiza · Japón           |
| 183         | Jean Nouvel 2007-2016 Reflejos de lo contemporáneo | Francia                 |
| 184         | AMID.CERO9 (Cristina Díaz Moreno y Efrén García Grinda) MOS (Michael Meredith y Hilary Sample) | España · Estados Unidos |
| 185         | OFFICE (Kersten Geers y David Van Severen) 2003-2016 Acciones primordiales | Bélgica                 |
| 186         | Aires Mateus 2011-2016 En el corazón del tiempo | Portugal                |
| 187         | Sergison Bates 2004-2016 Tolerancia y precisión | Inglaterra              |
| 188         | Tham & Videgård 2005-2017 Dualidades y singularidades | Suecia                  |
| 189         | José María Sánchez García 2010-2017 Alfredo Payá 2010-2017 Toni Gironès 2003-2017 | España                  |
| 190         | RCR Arquitectes 2012-2017 Significado en la abstracción | España                  |
| 191         | Go Hasegawa 2005-2017 El nuevo espacio crítico | Japón                   |
| 192         | 6a architects 2009-2017 Adecuaciones | Inglaterra              |
| 193         | Manuel Cervantes 2011-2018 Pasiones serenas | México                  |
| 194         | Brandlhuber+ 1996-2018 Arquitectura como práctica discursiva | Alemania                |
| 195         | Carmody Groarke 2009-2018 Cuerpos materiales | Inglaterra              |
| 196 I       | Karamuk Kuo 2009-2018 Los trabajos y los días | Suiza                   |
| 196 II      | TEd'a arquitectes 2010-2018 Materia de juego | España                  |
| 197         | Bruther 2012-2018 El maquinismo de Bruther | Francia                 |
| 198         | Johnston Marklee 2005-2019 Plegar el tiempo | Estados Unidos          |
| 199         | Smiljan Radić 2013-2019 El peso del mundo | Chile                   |
| 200         | Studio Mumbai 2012-2019 Espacios intermedios | India                   |
| 201         | Caruso St John 2013-2019 La cualidad física del espacio | Inglaterra              |
| 202         | Bernardo Bader 2009-2019 La audacia de lo familiar | Austria                 |
| 203         | Harquitectes 2010-2020 Aprender a vivir de otra manera | España                  |
| 204         | Xaveer de Geyter 2005-2020 Animales políticos | Bélgica                 |
| 205         | SANAA (I) 2015-2020 Obra construida | Japón                   |
| 206         | Anne Holtrop 2009-2020 Lugar, Materia, Gesto | Baréin                  |
| 207         | Estúdio Gustavo Utrabo 2015-2020 Ojo cerrado para verte mejor | Brasil                  |
| 208         | Dogma 2002-2021 Familiar / extraño | Bélgica                 |
| 209         | Roger Boltshauser 2002-2021 Materialidad impura | Suiza                   |
| 210/211     | Gion A. Caminada 1995-2021 Identidad, autonomía y resonancia | Suiza                   |
| 212         | Palinda Kannangara 2005-2022 Las cualidades viscerales de la arquitectura | Sri Lanka               |
| 213         | Taller Héctor Barroso 2015-2022 Laberintos | México                  |
| 214         | Pezo von Ellrichshausen 2005-2022 De A a B | Chile                   |
| 215/216     | Álvaro Siza 2015-2022 Autorretrato | Portugal                |
| 217 [I+II]  | Arrhov Frick 2015-2022 Cambio de paradigma Groupwork 2012-2022 Cambio de paradigma | Suecia · Inglaterra     |
| 218         | Eduardo Souto de Moura 2015-2023 Cómo funciona la ficción | Portugal                |
| 219         | IBAVI 2019-2023 Una investigación colectiva | España                  |
| 220/221     | SANAA [II] 2015-2023 Obra construida y proyectos | Japón                   |
| 222         | David Chipperfield 2015-2023 Obras seleccionadas | Inglaterra              |
| 223         | Tuñón y Albornoz 2012-2023 Sonido y sentido | España                  |
| 224         | Christian Kerez 2025-2024 espacios fundamentales | Suiza                   |
| 225         | Macías Peredo 2014 Patios y pirámides | México                  |
| 226         | OFFICE (Kersten Geers y David Van Severen) 2017-2024 Cuadrando los círculos | Bélgica                 |
| 227         | Alberto Ponis El secreto mejor guardado | Italia                  |
| 228         | RCR Arquitectes 2017-2024 El taller de Vulcano | España                  |
| 229         | Aires Mateus 2018-2025 Llama y cristal | Portugal                |

### El Croquis (Volúmenes Integrales)
| Título                                               | País           |
| ---------------------------------------------------- | -------------- |
| 1991-2006 David Chipperfield                         | Inglaterra     |
| Arquitectos Españoles 2010 / Experimentos Colectivos | España         |
| 1991-2002 MVRDV                                      | Países Bajos   |
| 1999-2002 Arquitectura Española                      | España         |
| 1983-1995 Zaha Hadid                                 | Irak           |
| 1986-2003 Steven Holl                                | Estados Unidos |
| 2002-2003 En Proceso II - Arquitectura Española      | España         |
| 1987-2003 Frank Gehry                                | Estados Unidos |
| 1997-1998 Jean Nouvel                                | Francia        |
| Las mejores obras de principio de siglo              |                |
| 2006-2014 David Chipperfield                         | Inglaterra     |
| 1998-2012 RCR Arquitectes                            | España         |
| 1993-2017 Lacaton & Vassal                           | Francia        |
| 2002-2018 Aires Mateus                               | Portugal       |
| 1983-2009 Enric Miralles                             | España         |
| 2003-2020 Studio Mumbai                              | India          |
| 1992-2015 Christian Kerez                            | Suiza          |
| 1995-20222 John Pawson                               | Inglaterra     |

### Colección Biblioteca de Arquitectura
- 1 Adolf Loos. Escritos I 1897-1909
- 2 Adolf Loos. Escritos II 1910-1933
- 3 Otto Wagner. La arquitectura de nuestro tiempo
- 4 Le Corbusier. Acerca del Purismo 1918-1926
- 5 Mies van der Rohe. La palabra sin artificio 1922-1968
- 6 Bruno Taut. Escritos expresionistas
- 7 Frank Lloyd Wright. Autobiografía 1867 [1944]
- 8 Alvar Aalto. De palabra y por escrito
- 9 Luis Barragán. Escritos y conversaciones
- 10 E.G. Asplund. Escritos 1906-1940 Cuaderno de Viaje 1913
- 11 Louis I. Kahn. Escritos, conferencias, entrevistas
- 12 Moisei Ginzburg. Escritos 1923-1930